# 社会科学の哲学

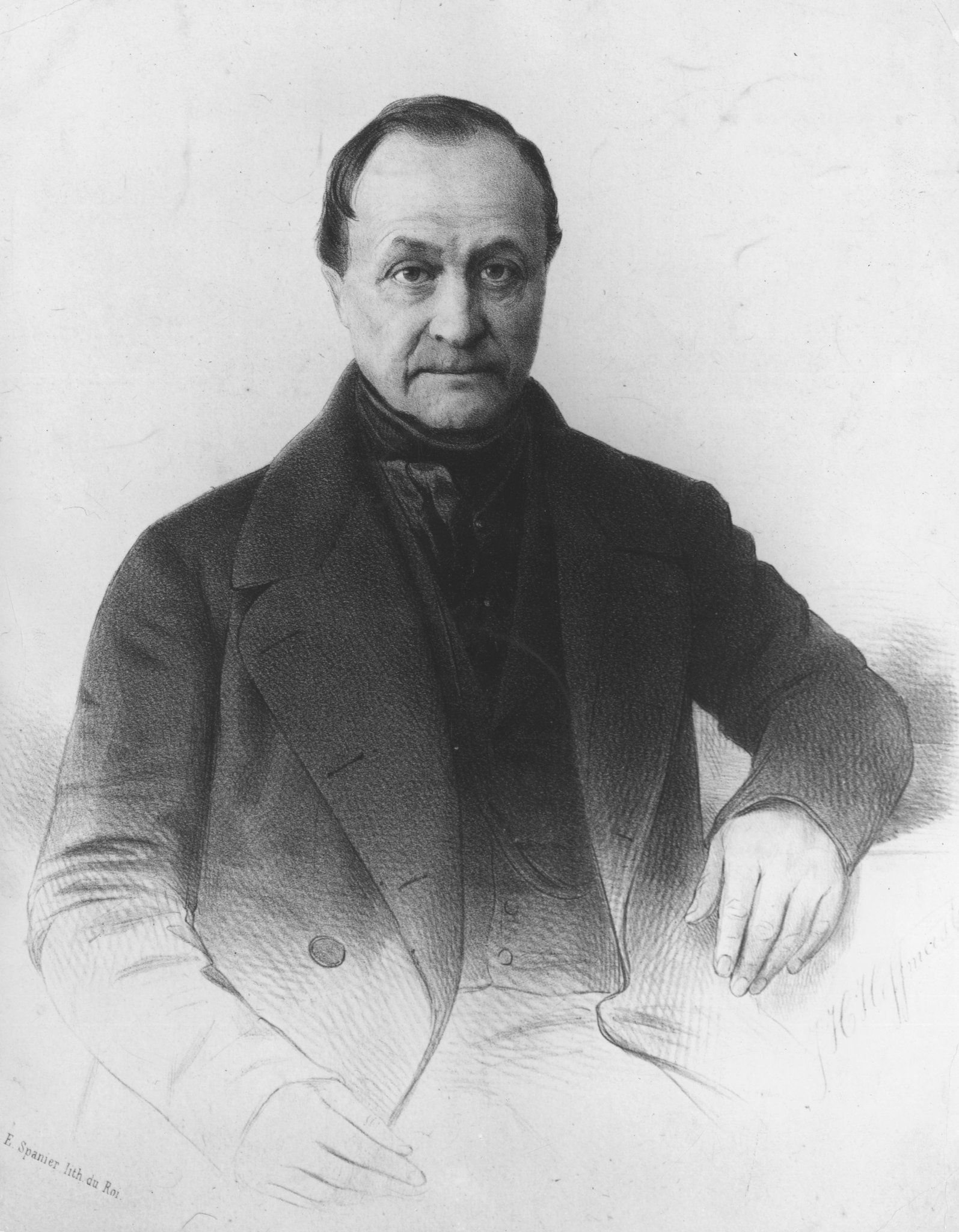
オーギュスト・コント、社会学の創始者

社会科学の哲学（しゃかいかがくのてつがく、英: Philosophy of social science）または社会科学哲学（しゃかいかがくてつがく）とは、社会科学（社会学、人類学、政治学など）において用いられる論理や方法論を研究する分野。科学哲学や科学的方法の一分野としても扱われ、類似する分野に社会哲学や社会理論、理論社会学などがある。
社会科学の哲学者の扱う問題には、社会科学と自然科学の間の差異と共通性、社会現象間の因果関係、社会法則の存在の有無、構造と行為主体性の存在論的意義などがある。

## 歴史

### コント

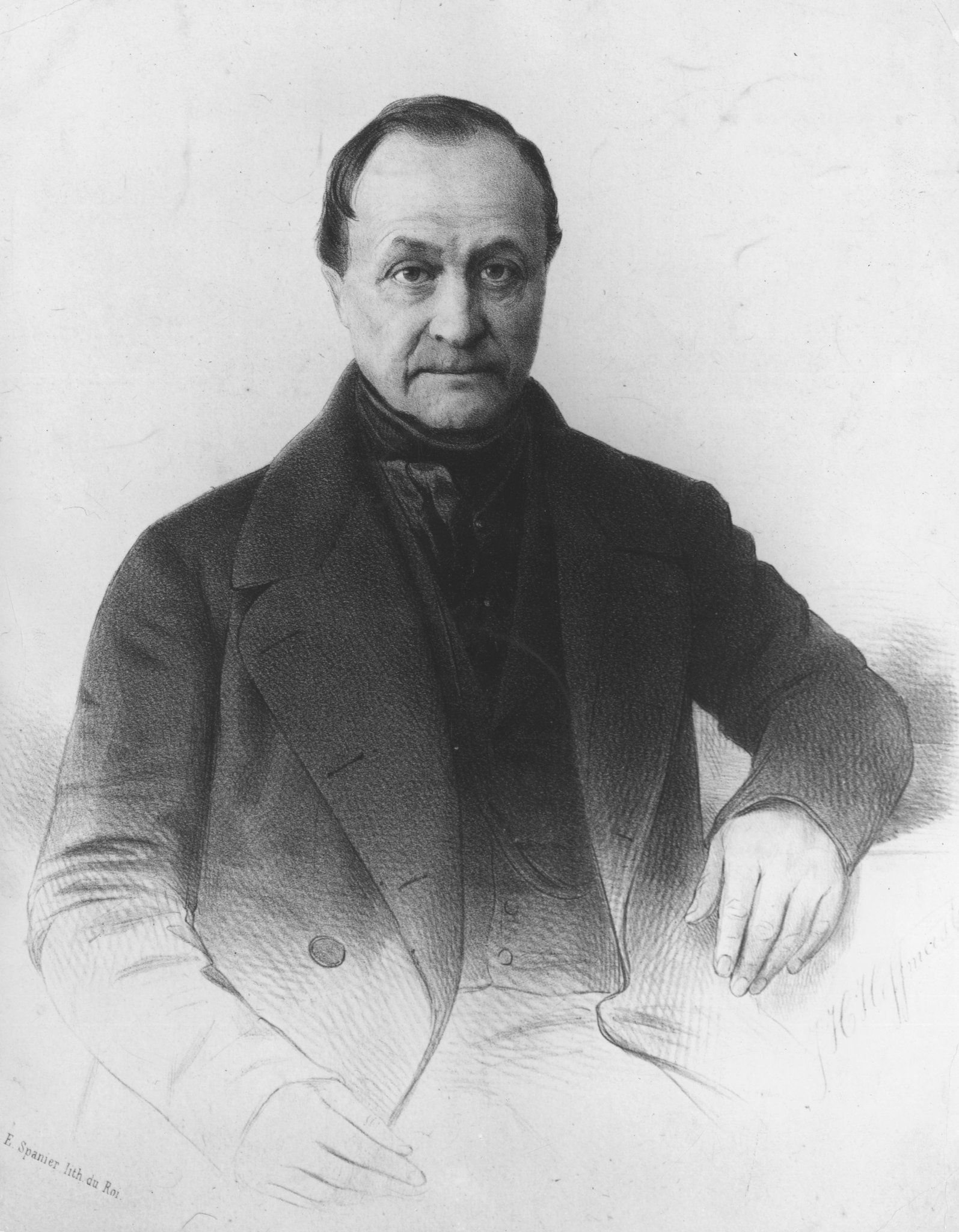
オーギュスト・コント

フランスの社会学者オーギュスト・コントは、『実証哲学講義』（1830年 - 1842年）において、実証主義を認識論的視点から導入し、また、『実証精神論』（1848年、英訳は1865年）を出版した。『実証哲学講義』の五巻のうち、最初の三巻では既に存在した物理科学（数学、天文学、物理学、化学、生物学）を主に論じ、残りの二巻では社会科学を論じ、その中では社会科学の必然的到来が強調されている。
科学における理論と観察の循環的関係を考察し、諸科学を分類したという実績により、コントは近代的意味における最初の科学哲学者としてみなされうる。
物理科学が最初に登場し、それに続き人間社会そのものを扱う困難で複雑な「諸学の女王」たる社会科学が現れ、両者を適切に接続する試みがなされるとされるが、この順序はコントによると必然的なものである。『実証精神論』はしたがって、社会学的方法論の経験的目標を詳細に定義する先駆的な書物であった。
コントによる社会進化の説明においては、社会は真理を探求するための3つの段階を踏み、「三段階の法則」という一般法則に則って進歩していくとされる。これはマルクスが提唱した共産主義社会を到達点とする人間社会の発展モデルに類似しており、コントとマルクスは共に初期空想的社会主義者のアンリ・ド・サン＝シモンから強い影響が認められ、コントはサンシモンに直接師事していた。今日、コントとマルクスの両者は、欧州の世俗化が進む中で、宗教的信念とは無縁の新たなイデオロギーを科学的に作りあげようとした人物として見做されている。

### スペンサーの社会進化論

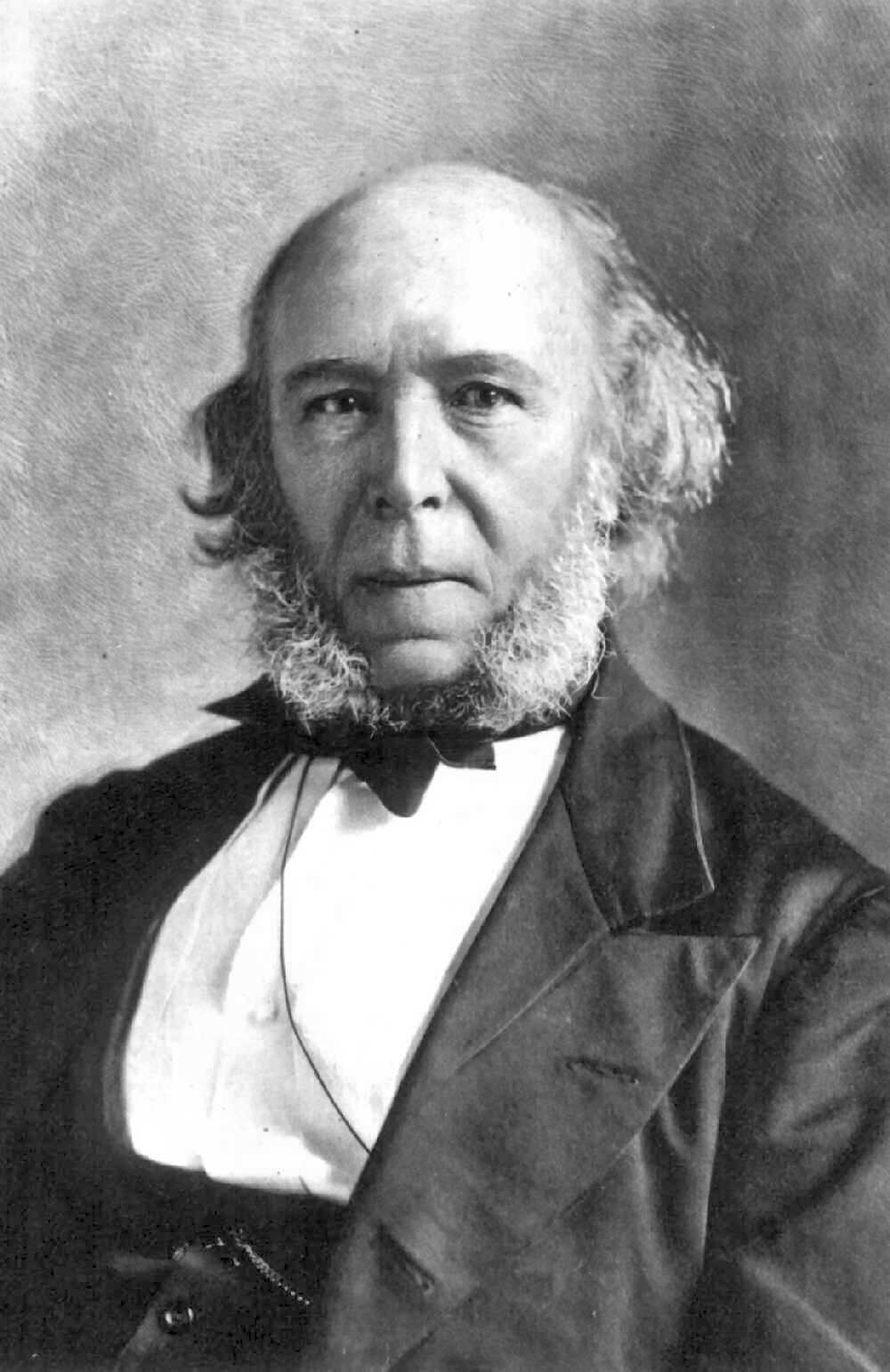
ハーバート・スペンサー

黎明期の社会学者ハーバート・スペンサーはコントへの反応として登場したと言える。スペンサーは、進化生物学の発展を受け、社会学の再定式化しようと試み、現在の言葉でいうところの社会ダーウィニズム的観点から書かれた論考を発表した。ただし、スペンサー自身はダーウィン主義ではなくラマルク主義の支持者であった。

### デュルケームの社会学理論

エミール・デュルケーム

近代的学問分野としての社会学はエミール・デュルケームと共に始まった。デュルケームはコントの哲学の大部分を否定する一方で、その方法論を受け継ぎ、精緻化した。デュルケームは、社会科学を自然科学を人間活動に適用したもので、両者には論理的連続性があり、同程度の客観性、合理性、そして因果的説明力があるとして論じた。1895年には『社会学的方法の規準』を発表し、次のように論じた。
「我々の主要な目的は、科学的合理主義を人間活動にまで拡張することである。（中略）実証主義と呼ばれるものはこの合理主義からもたらされる帰結の一つにすぎない」。
デュルケームの代表作『自殺論』（1897年）はカトリック教徒とプロテスタント信者の間の自殺率を考察するケーススタディであり、そこでは社会学的分析が心理学的分析や哲学的分析とは異なるものだとされた。

### 現代
しかし、こうした精緻な研究にもかかわらず、実証主義は「科学主義（scientism）」という概念と長く混同されてきた。科学主義とは、自然科学の方法論が哲学、社会科学、その他の別を問わず、あらゆる学問分野に適用可能だとする主張である。
現代では、社会科学者や歴史家の間で、正統的実証主義の人気が廃れて久しい。今日、社会科学や物理科学の研究者は観察者バイアスと構造的制約によって研究結果が歪みを帯びるという事態に自覚的である。この種の懐疑主義が促進されたのは、トマス・クーンのような哲学者の仕事や批判的実在論、ネオプラグマティズムといった新たな哲学的運動によって科学の演繹的説明モデルが弱められてきたことによる。
実証主義はまた、科学技術による社会発展の必然性を信じる所謂「テクノクラート」らによって擁護されてきたとされ、ユルゲン・ハーバーマスは純粋な道具的合理性を「科学的思考法がイデオロギーそのものに似た何かへと変貌した」ことを意味するものだとして批判した。
デュルケーム、マルクス、ウェーバーの三者は現代の社会科学の父祖としてたびたび引用される。心理学では、実証主義が行動主義に好まれてきたという歴史がある。

## 認識論
いかなる学問分野においても、科学者のプロジェクトを下支えする哲学的前提が常に一定数存在する。これらの前提の一部は社会的知識や社会的現実の本性、そして人間による行為の統制の所在に関するものである。社会科学が自然科学の方法論をどの程度模倣できるかについて研究者たちの見解は一致していない。初期の社会科学の実証主義者たちは、社会現象は伝統的な科学的方法を通じて研究されうるし、またそうされるべきだと論じた。この立場は科学主義（scientism）、自然主義（naturalism）、また物理主義（physicalism）と近接している。つまり、あらゆる現象は究極的には物理的実体と物理法則に還元されるという教説である。自然主義に反対する陣営には理解（verstehen）的方法主義者を含むが、彼らによれば、人間の行為を研究するためには解釈学的アプローチが必要であり、それは自然科学とは根本的に異なった技術だとされる。社会科学の哲学に与えられた根源的な課題とは、認識論的基盤と照らし合わせた上で実証主義がどの程度「科学的」であると言えるかを特徴づけることなのである。これらの論争はまた、現代の社会科学の「内部」でも激しく沸き起こっており、主観性、客観性、間主観性といった概念や、理論と研究の遂行における実践の位置づけなどが問われている。社会科学の哲学者はさらに深い認識論的・方法論的問題にも取り組んでおり、実在論、批判的実在論、道具主義、機能主義、構造主義、解釈主義、現象学、ポスト構造主義といった概念が扱われている。
19世紀後半以降の実質的に全ての主要な社会科学者は、社会科学が自然科学とは異なる課題と直面していることを認めてきたが、因果関係を特定する能力については科学のメタ理論で行われたのと同じ論争が社会科学にも沸き起こってきた。実証主義はしばしば、素朴な経験主義から生まれたものだという戯画的な捉え方をされるが、実のところこの概念にはコントの著作に始まりウィーン学団やそれ以降にまで広がる射程を持つ豊かな歴史がある。同様に、実証主義が因果性を同定できるとすれば、それはカール・ポパーが提唱した批判的合理主義的非正当化主義（critical rationalist non-justificationism）にも同様に開かれているはずであり、またそれ自体クーンによる認識論的パラダイムシフト概念を通じて議論されるべきである。
ヴィルヘルム・ディルタイのようなドイツの初期解釈学者たちは自然科学と社会科学（Geisteswissenschaft）を区別した先達である。この伝統はマックス・ウェーバーやゲオルグ・ジンメルの反実証主義だけでなく、批判理論（critical theory）にまで強い影響を与えた。1960年代以降、科学の演繹的説明モデルが弱体化していったが、それは「科学主義」あるいは「イデオロギーとしての科学」に対する批判と足並みを揃えて進んでいった傾向だった。ユルゲン・ハーバーマスは『社会科学の論理によせて』（1967年）にて次のように述べている。
「実証主義者が夢見る統合された科学、すなわちすべての科学が一つの自然科学的モデルのもとに吸収されるというテーゼは破綻している。なぜなら、社会科学と歴史学の間には親密な関係があり、これらの学問は具体的な状況に基づいた意味理解の上に成り立っており、それは解釈学的にのみ解明されうるからである。（中略）象徴的に構造化された現実の理解は観察のみでは到達し得ないのである」。
理解社会学理論（Verstehende social theory）は、現象学的な著作にて中心的に扱われており、代表的な文献としてはアルフレッド・シュッツ『社会的世界の意味構成』（1932年）、ハンス・ゲオルク・ガダマー『真理と方法』（1960年）がある。現象学は後に登場するポスト構造主義者たちによる主体中心的な理論においても影響力を持っている。
20世紀半ばの言語論的転回により非常に哲学色の強い社会学が登場し、また知識の社会的獲得に対するいわゆる「ポストモダン」的視点が導入された。社会科学に対する顕著な批判の一つは、ピーター・ウィンチがウィトゲンシュタインの影響下のもとに上梓した『社会科学の理念』（1958年）に見られる。ミシェル・フーコーは『言葉と物』にて有力な批判を提供したが、ハーバーマスとローティは、フーコーの批判は、一つの思考システムを別のシステムで単に置き換えたものに過ぎないと断じている。
社会心理学者が抱える根底的問題の一つとは、自分の行っている研究は、素朴心理学と同様に、社会的行為の背後にある意味や意識の観点から理解しうる、あるいはすべきであるのか、それともより客観的、自然的、物理主義的、行動主義的な事実を集中的に研究すべきであるのか、という問いである。
この問題は、意識、連想的意味、心的表象といった質的・心理的現象を扱う社会科学にとってとりわけ重要性を持っている。なぜなら、意味の研究を拒絶することによりこうした研究が非科学的なものとして分類されることになるからである。精神力学、シンボリック相互作用論といった影響力のある伝統的理論がこうしたパラダイムシフトの最初の犠牲となった。これらの異なる立場の背後に潜む哲学的問題はある特定の方法論に立脚するものだが、それはしばしば党派心の強い者の縄張りを侵してきた。しかし、多くの研究者は一つの方法に拘りすぎる教条主義者に対して忍耐力を持たないことが示されている。
社会科学研究は政治組織やビジネスの現場において非常に一般的かつ実際的効力を持ち続けている。マイケル・ブラウォイは社会学を分類し、実践的応用に焦点をあてる公共社会学（public sociology）と、他の社会科学者や哲学者との対話を重視する学術的社会学（academic or professional sociology）の差異を強調した。

## 存在論
構造（structure）と行為主体性（agency）の関係は、社会理論における不朽の論争対象となっている（「個人の行動を決定付けるのは社会構造なのか、それとも人間の行為主体性か」）。
この文脈における「行為主体性」とは、「個人が独立的に行為し、自由な選択を行う能力」として定義される。また、「構造」とは「個人の選択と行為を制限する、もしくはそこに影響する要因」として定義される。ここでの要因とは、社会階層、宗教、ジェンダー、民族性などである。
構造と行為主体性のどちがが優位性をもつかに関する議論は社会存在論の中核を成している（「社会的世界は何によってできているのか」、「社会的世界において原因とは何であり結果とは何であるのか」）。

### 批判的実在論
ポストモダン的批判と社会科学の包括的な研究を調停する試みの一つとして、特にイギリスで発展した批判的実在論（critical realism）がある。ロイ・バスカーのような批判的実在論者によると、伝統的な実証主義は「認識論的誤謬」に陥っており、科学を可能たらしめている存在論的条件である構造と行為主体性を扱い損ねているという。

### 学術雑誌
- Philosophy of the Social Sciences

### 学術会議
- Philosophy of Social Science Roundtable

### 大学院課程
- Master of Science in Philosophy of the Social Sciences at the LSE

### 書籍
- Philosophy of Social Science by Alexander Rosenberg
- The Philosophy of Social Science: An Introduction by Martin Hollis
- Contemporary Philosophy of Social Science: A Multicultural Approach by Brian Fay
- Philosophy of social science: the methods, ideals, and politics of social inquiry by Michael Root